# Il piccolo Cheung
Il piccolo Cheung (Xìlù Xiáng) è un film del 1999 scritto, diretto e montato da Fruit Chan.

## Trama
Cheung è un ragazzo di strada di nove anni figlio di ristoratori che nell'estate del 1997 stringe amicizia con la coetanea Fan, figlia di immigrati clandestini cinesi, proprio mentre fervono i preparativi per la cessione del territorio di Hong Kong alla Repubblica Popolare Cinese.

## Distribuzione
È uscito in Italia direttamente in DVD il 16 giugno 2010 grazie a BiM Distribuzione.

## Riconoscimenti
- 2000 - Festival di Locarno
  - Pardo d'argento per la miglior regia a Fruit Chan

## Sequel
I personaggi di Fan e della sua famiglia sono ritornati, interpretati dagli stessi attori, l'anno seguente nel film Durian Durian.